# Хуго Целміньш
Хуго Целміньш (латис. Hugo Celmiņš; 30 (18) жовтня 1877, Лубана — 30 липня 1941, Комунарка) — латвійський політичний діяч, двічі прем'єр-міністр Латвії.

## Біографія
Закінчив Ризький політехнічний інститут. Працював агрономом, педагогом і публіцистом. Редактор тижневика «Baltijas Lauksaimnieks».
Двічі очолював латвійський уряд. Від 1931 до 1935 року був мером Риги. Обіймав посади посла в Берліні та міністра закордонних справ Латвії (1925, 1930—1931). Також очолював міністерство сільського господарства (1920—1921, 1924—1925) й освіти (1923—1924). Лідер партії «Латвійський селянський союз».

## Смерть
Розстріляний 30 липня 1941 року в Лефортовській в'язниці у Москві.

## Нагороди
Нагороджений орденом Лачплесіса, Орденом Трьох зірок та іншими.